# Eiparnome
Eiparnome war ein nubischer König im Reich von Nobatia, der im 6. Jahrhundert regierte.
Eiparnome ist hauptsächlich von einer Gründungsinschrift aus Dendur bekannt, die in koptisch von der Konvertierung des dortigen Tempels in eine Kirche spricht. Die Inschrift datiert entweder auf 559 oder 574. Es ist der älteste schriftliche Beleg für die christliche Kirche in Nubien.
Eiparnome wird möglicherweise auch im Bericht über Longinus genannt, der den König von Alwa getauft hatte, nachdem der König von Nobatia getauft worden war. Dieser König von Nobatia hieß Orfiulo oder Awarfilua, was eine verderbte Form von Eiparnome sein könnte. Er ist damit der erste christliche Herrscher von Nobatia.

## Quelle
1. ↑  Welsby, The Mediaval Kingdoms of Nubia, S. 37, Fig. 13